# Associazione Calcio Savoia 1908 1995-1996
Questa voce raccoglie le informazioni riguardanti il Savoia nelle competizioni ufficiali della stagione 1995-1996.

## Stagione
La stagione 1995-1996 fu la 74ª stagione sportiva del Savoia.
Serie C1 1995-1996: 13º posto

## Divise e sponsor
| Casa |

## Organigramma societario
Area direttiva
- Presidente:  Mario Moxedano

Area organizzativa
- Segretario generale: Piero D'Oronzo
- Magazziniere: Raffaele Ciliberti

Area tecnica
- Direttore Sportivo: Ciro Femiano
- Allenatore:  Giovanni Improta poi
 Angelo Orazi dalla 3ª poi
 Giovanni Improta dalla 24^

Area sanitaria
- Medico sociale: Alfonso Ciniglio
- Massaggiatori: Andrea Vecchione

## Rosa
| N. |                   | Ruolo | Calciatore          |
| -- | ----------------- | ----- | ------------------- |
|    | Italia (bandiera) | P     | Carmine Amato       |
|    | Italia (bandiera) | P     | Luigi Ferraioli     |
|    | Italia (bandiera) | P     | Pasquale Visconti   |
|    | Italia (bandiera) | D     | Simone Altobelli    |
|    | Italia (bandiera) | D     | Salvatore Amura     |
|    | Italia (bandiera) | D     | Giovanni Bagnara    |
|    | Italia (bandiera) | D     | Gianfranco Circati  |
|    | Italia (bandiera) | D     | Luca Compagnon      |
|    | Italia (bandiera) | D     | Gaetano De Rosa     |
|    | Italia (bandiera) | D     | Ciro Raimondo       |
|    | Italia (bandiera) | D     | Fabio Sanguedolce   |
|    | Italia (bandiera) | D     | Marco Scorsini      |
|    | Italia (bandiera) | C     | Salvatore Ambrosino |

| N. |                   | Ruolo | Calciatore                |
| -- | ----------------- | ----- | ------------------------- |
|    | Italia (bandiera) | C     | Raniero Di Cunzolo        |
|    | Italia (bandiera) | C     | Luca Evangelisti          |
|    | Italia (bandiera) | C     | Luca Landonio             |
|    | Italia (bandiera) | C     | Riccardo Magherini        |
|    | Italia (bandiera) | C     | Pietro Mariani (capitano) |
|    | Italia (bandiera) | C     | Stefano Pontis            |
|    | Italia (bandiera) | C     | Pietro Tarantino          |
|    | Italia (bandiera) | C     | Ivan Tisci                |
|    | Italia (bandiera) | A     | Paolo Baldieri            |
|    | Italia (bandiera) | A     | Eupremio Carruezzo        |
|    | Italia (bandiera) | A     | Ciro Donnarumma           |
|    | Italia (bandiera) | A     | Giorgio Lunerti           |
|    | Italia (bandiera) | A     | Massimiliano Vadacca      |

## Calciomercato
| Acquisti | Acquisti | Acquisti | Acquisti   |
| R.       | Nome     | da       | Modalità   |
| -------- | -------- | -------- | ---------- |
|          |          |          | definitivo |

| Cessioni | Cessioni | Cessioni | Cessioni   |
| R.       | Nome     | a        | Modalità   |
| -------- | -------- | -------- | ---------- |
|          |          |          | definitivo |

## Risultati

### Campionato

#### Girone di andata
| 27 agosto 1995 1ª giornata | Casarano | 2 – 1 | Savoia |  |

| 3 settembre 1995 2ª giornata | Savoia | 0 – 1 | Trapani |  |

| 10 settembre 1995 3ª giornata | Nola | 1 – 0 | Savoia |  |

| 17 settembre 1995 4ª giornata | Savoia | 0 – 0 | Castel di Sangro |  |

| 24 settembre 1995 5ª giornata | Savoia | 1 – 1 | Lodigiani |  |

| 1º ottobre 1995 6ª giornata | Acireale | 1 – 1 | Savoia |  |

| 8 ottobre 1995 7ª giornata | Savoia | 1 – 0 | Siena |  |

| 15 ottobre 1995 8ª giornata | Atletico Catania | 0 – 0 | Savoia |  |

| 22 ottobre 1995 9ª giornata | Savoia | 2 – 0 | Turris |  |

| 29 ottobre 1995 10ª giornata | Nocerina | 0 – 0 | Savoia |  |

| 12 novembre 1995 11ª giornata | Chieti | 0 – 2 | Savoia |  |

| 19 novembre 1995 12ª giornata | Savoia | 2 – 0 | Sora |  |

| 26 novembre 1995 13ª giornata | Ascoli | 1 – 0 | Savoia |  |

| 3 dicembre 1995 14ª giornata | Savoia | 0 – 1 | Ischia Isolaverde |  |

| 10 dicembre 1995 15ª giornata | Lecce | 3 – 0 | Savoia |  |

| 17 dicembre 1995 16ª giornata | Savoia | 1 – 2 | Gualdo |  |

| 30 dicembre 1995 17ª giornata | Juventus Stabia | 1 – 1 | Savoia |  |

#### Girone di ritorno
| 7 gennaio 1996 18ª giornata | Savoia | 0 – 0 | Casarano |  |

| 14 gennaio 1996 19ª giornata | Trapani | 2 – 0 | Savoia |  |

| 28 gennaio 1996 20ª giornata | Savoia | 1 – 0 | Virtus Nola |  |

| 4 febbraio 1996 21ª giornata | Castel di Sangro | 2 – 3 | Savoia |  |

| 18 febbraio 1996 22ª giornata | Lodigiani | 1 – 1 | Savoia |  |

| 25 febbraio 1996 23ª giornata | Savoia | 1 – 3 | Acireale |  |

| 3 marzo 1996 24ª giornata | Siena | 2 – 1 | Savoia |  |

| 10 marzo 1996 25ª giornata | Savoia | 2 – 1 | Atletico Catania |  |

| 24 marzo 1996 26ª giornata | Turris | 0 – 1 | Savoia |  |

| 31 marzo 1996 27ª giornata | Savoia | 0 – 1 | Nocerina |  |

| 7 aprile 1996 28ª giornata | Savoia | 0 – 0 | Chieti |  |

| 14 aprile 1996 29ª giornata | Sora | 2 – 3 | Savoia |  |

| 21 aprile 1996 30ª giornata | Savoia | 1 – 1 | Ascoli |  |

| 5 maggio 1996 31ª giornata | Ischia Isolaverde | 1 – 0 | Savoia |  |

| 12 maggio 1996 32ª giornata | Savoia | 2 – 1 | Lecce |  |

| 19 maggio 1996 33ª giornata | Gualdo | 0 – 0 | Savoia |  |

| 26 maggio 1996 34ª giornata | Savoia | 2 – 2 | Juventus Stabia |  |